# Velu pruthii
Velu pruthii är en insektsart som beskrevs av Irena Dworakowska 1980. Velu pruthii ingår i släktet Velu och familjen dvärgstritar. Inga underarter finns listade i Catalogue of Life.